# Coming Soon (film 2008)
Coming Soon  è un film horror del 2008 diretto da Sopon Sukdapisit.

## Trama
Shane, un ex tossicodipendente che lavora al cinema, riesce ad ottenere la pellicola di un film horror thailandese con molto anticipo rispetto alla sua prima proiezione; per guadagnare un po' di soldi al fine di ricomprare l'orologio della sua fidanzata che aveva dato ad un monte dei pegni - motivo per cui lei lo aveva lasciato - decide disonestamente di riprendere il film di nascosto, per poi venderlo con l'aiuto del fratello della ragazza.
Durante la proiezione accade però qualcosa di strano e il fratello della ragazza scompare misteriosamente. Shane prova a chiamarlo sul cellulare, che suona all'interno della sala mentre il film continua la sua proiezione, e lo ritrova all'interno di una scena del film, morto.
Comprendendo di correre lo stesso rischio, Shane indaga sul film, che ripercorre la vera storia di una donna dall'aspetto mostruoso che aveva rapito dei bambini per poi accecarli uno ad uno. La donna fu impiccata dai genitori dei bambini. Shane trova la vecchia casa della signora ma scopre che la donna in realtà è ancora in vita ed in pace. Quindi comprende che il vero pericolo è costituito dall'attrice che interpretava la parte della donna malvagia, che durante la scena dell'impiccagione, ripetuta tante volte, è morta sul serio. Il protagonista proverà dunque a distruggere la pellicola per non farla trasmettere, comprendendo che correrà lo stesso pericolo chiunque andrà al cinema a vedere il film.
Prima di giungere al cinema, Shane incontra un elemento della malavita locale al quale era stato promesso di ricevere in anteprima una copia pirata da distribuire, ma riesce a sfuggirgli e corre a distruggere l'originale. Quando esce dalla stanza, ritrova però lo stesso uomo di prima che ripete le stesse cose di prima, un salto indietro nel tempo. Più volte la scena si ripete, Shane alla fine attacca l'uomo picchiandolo, ma anche questo non servirà: sia lui sia l'ex fidanzata, con la quale si era nel frattempo riconciliato, vengono uccisi e il film viene proiettato in una sala piena di spettatori.

## Distribuzione
- Thailandia, 30 ottobre 2008
- USA, 7 novembre 2008
- Taiwan, 20 febbraio 2009
- Singapore 12 marzo 2009
- Turchia, 26 giugno 2009
- Messico, 19 marzo 2010
- Italia, 6 agosto 2010